# Thanh tra Gadget (phim truyền hình 1983)
Inspector Gadget là một bộ phim hoạt hình truyện tranh khoa học viễn tưởng xoay quanh cuộc phiêu lưu của một thám tử vụng về, láu lỉnh, có tên Inspector Gadget - một con người với nhiều tiện ích bionic được tích hợp trong cơ thể. Kẻ thù của Gadget là Tiến sĩ Claw, thủ lĩnh của một tổ chức tà ác được gọi là "MAD" Bộ phim đã ra mắt sản phẩm nhượng quyền Inspector Gadget.
Đây là chương trình hoạt hình đầu tiên của DIC Entertainment (sau này được gọi là DiC Audiovisuel), cũng như là bộ phim đầu tiên của công ty được tạo riêng cho khán giả Bắc Mỹ, cùng với The Littles. Nó ban đầu phát sóng từ năm 1983 đến năm 1986 và vẫn còn được phát vào cuối những năm 1990. Nó cũng đã có một thời gian ngắn hiện diện trên dòng sản phẩm phim hoạt hình của CBS cho mùa giải 1991-1992, và được phát sóng trên truyền hình cáp của Nickelodeon (1987-1992, 1996-2000), The Family Channel (1992-1995) và Fox Family/ABC Family (2001-2002). Tính đến năm 2018, bộ phim đã được chiếu vào các ngày trong tuần trên Starz Encore Family. Nó cũng được chiếu trên kênh ABC ở Úc từ ngày 26 tháng 7 năm 1984 đến ngày 8 tháng 2 năm 1991.
Được tạo bởi Andy Heyward, Bruno Bianchi, và người sáng lập của DiC Jean Chalopin, Đây là bộ phim hoạt hình đầu tiên được trình chiếu bằng âm thanh nổi.